# GOING BACK HOME
『GOING BACK HOME』（ゴーイング・バック・ホーム）は、日本のロックバンド、THE BAWDIESの5枚目のアルバム（カバー・アルバム）である。
結成10周年を記念したカバー・アルバム。

## 収録曲
1. SHAKE A TAIL FEATHER
（作詞・作曲：Otha Hayes, Verlie Rice, Andre Williams）
  - 原曲はThe Five Du-Tonesが1963年にリリースした同名曲。YOUR SONG IS GOODのサイトウ "JxJx" ジュンがオルガンとして参加。ミュージックビデオはP.I.C.S.の針生悠伺が監督を務めている[1]。演奏はMitch Ryder&The Detroit Wheelsに負けない演奏を、ボーカルは映画『The Blues Brothers』でのRay Charlesヴァージョンを意識している[2]。
2. WHAT'D I SAY
（作詞・作曲：レイ・チャールズ）
  - 原曲は1959年にレイ・チャールズがリリースした同名曲。MABOがエレクトリックピアノとして参加。ライブ・ヴァージョンは1stシングル『IT'S TOO LATE』の「LIVE AT QUATTRO 090711」内に収録されている。
3. GOOD LOVIN'
（作詞・作曲：Rudy Clark, Arthur Resnick）
  - 原曲は1965年にLimmie Snellが「Lemme B. Good」名義でリリースした同名曲。サイトウ "JxJx" ジュンがオルガンとして参加している。
4. DADDY ROLLING STONE
（作詞・作曲：Otis Blackwell）
  - 原曲は1953年にOtis Blackwellがリリースした同名曲。1963年にDerek Martinがカバーした同名曲のアレンジを参考にカバーした、1965年のThe WhoのアレンジをTAXMANが歌っている。ROYのベースとJIM・TAXMANのギターはDerek Martinヴァージョンを参考にしている。TAXMANはTHE BAWDIES結成前からThe Whoのヴァージョンで歌っていたという[2]。
5. SPOONFUL
（作詞・作曲：Willie Dixon）
  - 原曲は1960年にハウリン・ウルフがリリースした同名曲。ROYのヴォーカルは敬愛するEtta Jamesヴァージョン（1961年リリース）を意識している。演奏はQ65が1966年にリリースしたアルバム「Revolution」でカバーした「サイケデリック・ロックとカントリーを混ぜたような」アレンジを、ドラムはThe Litterのようなラフなプレイを意識している[2]。
6. DANCING TO THE BEAT
（作詞・作曲：Jun Maurice Samples T.）
  - 原曲は1969年にClarence Murrayがリリースした同名曲。東京スカパラダイスオーケストラからNARGO、北原雅彦、GAMO、谷中敦が参加している。スカパラ・ホーンズを迎えているため、ギターは普段より控えめに演奏している[2]。
7. THE NEW BREED
（作詞・作曲：ジミー・ホリデイ）
  - 原曲は1965年にジミー・ホリデイがリリースした同名曲。東京スカパラダイスオーケストラからNARGO、北原雅彦、GAMO、谷中敦が参加している。
8. I GOT A WOMAN
（作詞・作曲：Ray Charles, Renald Richard）
  - 原曲は1954年にレイ・チャールズがリリースした同名曲。SOIL&"PIMP"SESSIONSの丈青がピアノとして参加。アレンジは1966年にThemがリリースしたアルバム「Again」でのカバーを参考にしている[2]。
9. SOMEBODY HELP ME
（作詞・作曲：Jackie Edwards）
  - 原曲は1966年にスペンサー・デイヴィス・グループがリリースした同名曲。THE BAWDIES結成前から繰り返しコピーしていた楽曲[2]。
10. BACK IN MY ARMS AGAIN
（作詞・作曲：ホーランド＝ドジャー＝ホーランド）
  - 原曲は1965年にスプリームスがリリースした同名曲。1977年にザ・ジャムがリリースしたシングル「The Modern World」のB面でカバーしたアレンジを参考にしている[2]。
11. SOUL MAN
（作詞・作曲：David Porter, Isaac Hayes）
  - 原曲は1967年にサム&デイヴがリリースした同名曲。The Fave Ravesの青山ハルヒロがボーカルとして参加し、東京スカパラダイスオーケストラからNARGO、北原雅彦、GAMO、谷中敦が参加。原曲はTHE BAWDIESが行うライブの出囃子に使われている[2]。
12. BRING IT ON HOME TO ME
（作詞・作曲：サム・クック）
  - 原曲は1962年にサム・クックがリリースした同名曲。

### 初回限定盤DVD
「~NEW YEAR'S PARTY 2014~ GOING BACK HOME LIVE AT U.F.O. CLUB 20140110」
- 2014年1月10日にU.F.O.CLUBで開催された「NEW YEAR'S PARTY 2014」の模様とインタビューを収録。

1. SHAKE IT BABY
2. LITTLE GIRL
3. IT'S A CRAZY FEELIN'
4. ROSIE
5. I BEG YOU
6. SHAKE A TAIL FEATHER
  - 当アルバム収録曲。

### LP
A-SIDE
1. SHAKE A TAIL FEATHER
2. WHAT'D I SAY
3. GOOD LOVIN'
4. DADDY ROLLING STONE
5. SPOONFUL
6. DANCING TO THE BEAT

B-SIDE
1. THE NEW BREED
2. I GOT A WOMAN
3. SOMEBODY HELP ME
4. BACK IN MY ARMS AGAIN
5. SOUL MAN
6. BRING IT ON HOME TO ME

## 参加ミュージシャン
- Ryo "ROY" Watanabe：Vocal, Bass
- Taku "TAXMAN" Funayama：Guitar, Vocal
- Yoshihiko "JIM" Kimura：Guitar, Vocal
- Masahiko "MARCY" Yamaguchi：Drums, Vocal

SHAKE A TAIL FEATHER
- サイトウ "JxJx" ジュン (YOUR SONG IS GOOD) - Organ

WHAT'D I SAY
- MABO - Electric Piano

GOOD LOVIN'
- サイトウ "JxJx" ジュン - Organ

DANCING TO THE BEAT
- NARGO - Trumpet
- 北原雅彦 - Trombone
- GAMO - Tenor Sax
- 谷中敦 - Baritone Sax

THE NEW BREED
- NARGO - Trumpet
- 北原雅彦 - Trombone
- GAMO - Tenor Sax
- 谷中敦 - Baritone Sax

I GOT A WOMAN
- Josei (SOIL&"PIMP"SESSIONS) - Piano

SOUL MAN
- Haruhiro Aoyama (The Fave Raves) - Vocal
- NARGO - Trumpet
- 北原雅彦 - Trombone
- GAMO - Tenor Sax
- 谷中敦 - Baritone Sax